# Franz Hillebrand (Politiker)
Franz Hillebrand (* 14. Februar 1918 in Brilon; † 4. Juli 1984) war ein deutscher Politiker (CDU).

## Leben
Hillebrand schloss 1938 seine schulische Ausbildung mit dem Abitur ab. Danach leistete er bis 1945 zunächst Arbeitsdienst und dann Wehrdienst. Seit 1946 war Hillebrand im gehobenen Justizdienst tätig.
Mitglied der CDU war Hillebrand seit 1960. Ab 1962 war er Vorsitzender der Partei in Brilon. Ein Jahr später wurde er stellvertretender Kreisvorsitzender.
Dem Rat der Stadt Brilon gehörte Hillebrand seit 1961 an. Im Jahr 1963 wurde er zum Bürgermeister gewählt. Außerdem war er seit 1964 Mitglied im Kreistag des Kreises Brilon und stellvertretender Landrat.
Am 23. Oktober 1965 unterzeichnete er zusammen mit dem französischen Bürgermeister Delannoy die Partnerschaftsurkunde zur Deutsch-Französischen Freundschaft mit der nordfranzösischen Stadt Hesdin.
Hillebrand gehörte in der siebten Wahlperiode (1970–1975) dem Landtag von Nordrhein-Westfalen als direkt gewählter Abgeordneter für den Wahlkreis 134 (Brilon) an.